# Orissaare kommun
Orissaare kommun (estniska: Orissaare vald) var en tidigare landskommun i landskapet Saaremaa (Ösel) i Estland. Kommunen uppgick den 23 oktober 2017 i den då nybildade Ösels kommun.
Kommunen låg vid ön Ösels nordöstra kust mot Moonsund i Östersjön, 140 km sydväst om huvudstaden Tallinn. Kommunen hade 2 116 invånare år 2007 varav något över hälften bodde i centralorten och småköpingen (estniska: alevik) Orissaare, som är den näst största orten på ön.

## Kultur, turism och sevärdheter
Ruinen av Soneburgs slott, en medeltida ordensborg uppförd av Livländska orden, finns i Maasi. Borgen förstördes under livländska kriget på 1560-talet.
I kustorten Orissaare finns en småbåtshamn. Kusten är ett populärt område för fågelskådning.

## Orter

### Småköping
- Orissaare, 1 131 invånare (2007), centralort

### Byar
- Ariste
- Arju
- Haapsu
- Hindu
- Imavere
- Jaani
- Järveküla
- Kalma
- Kareda
- Kavandi,
- Kuninguste
- Kõinastu
- Laheküla
- Liigalaskma
- Liiva
- Maasi
- Mehama
- Mäeküla
- Ööriku
- Orinõmme
- Pulli
- Põripõllu
- Randküla
- Rannaküla
- Raugu
- Saikla
- Salu
- Suur-Pahila
- Suur-Rahula
- Taaliku
- Tagavere
- Tumala
- Võhma
- Väike-Pahila
- Väike-Rahula
- Väljaküla

## Kända Orissaarebor
- Kaie Kand (född 1984), estnisk sjukampare.